# Nur die Liebe zählt
Nur die Liebe zählt war eine deutsche Fernsehshow, die von 1993 bis 2011 von Kai Pflaume moderiert und jeweils sonntags um 19:00 Uhr in Sat.1 gesendet wurde. Im Jahr 2014 startete eine kurzlebige Neuauflage mit Wayne Carpendale.

## Inhalt
Kai Pflaume bringt Menschen zueinander, indem er sie anspricht, sie unter anderem in ein Wohnmobil geleitet, und ihnen dort ein Video eines heimlichen Verehrers, des Ex-Freundes oder einer sonstigen Person vorführt.
Im Studio treten Menschen auf, die sich bei ihrem Partner bedanken, einen finden oder um Verzeihung bitten wollen. Die besagte Person trägt zum Beispiel live ein Lied mit selbst komponiertem Text vor, in dem sie sich entweder für begangene Fehler entschuldigt oder einfach die schöne Zeit besingt, die beide zusammen haben. Andere Überraschungen sind zum Beispiel ein Hubschrauber, mit dem die unwissende Person auf einen Berg geflogen wird, auf dem ein riesiges Herz aufgebaut wurde. Dort kommt es meist zu einer rührenden Szene, in der der Partner der anderen Person erzählt, was er auf dem Herzen hat und wie viel sie ihm bedeutet. Es gibt noch viele weitere Varianten.
Es wird Kandidaten die Möglichkeit geboten, lang vermisste Elternteile oder Freunde wiederzutreffen. Meistens werden diese Personen direkt im Studio überrascht oder Kai Pflaume fährt zu ihnen nach Hause. Durch einen mitgebrachten Laptop erfahren sie dann, wie es dem so lange vermissten Menschen geht, wo er lebt, warum dieser sich nicht gemeldet hat. Dann wird die Person an einen Ort gefahren, wo dieser Mensch schon auf ihn wartet. Die im Studio überraschten Gäste werden für alle sichtbar über einen großen Bildschirm über die gesuchte Person informiert, die kurz danach erscheint.

## Sendehistorie
Die Show wurde anfangs, von 1993 bis 1994, bei RTL gesendet. Ab 1995 war die Show, in unterschiedlich langen Zeitabständen, bei Sat.1 zu sehen.
Am 12. September 1993 wurde die Show erstmals von RTL ausgestrahlt. Bis 17. Oktober lief die erste Staffel jeweils sonntags von 19:10 Uhr bis 20:15 Uhr. Staffel 2 der Sendung wurde vom 19. Februar bis 23. April 1994 samstags zur gleichen Uhrzeit gesendet. Kurz darauf wurde das Format abgesetzt, bis Sat.1 die Rechte erwarb und der Produzent John de Mol die Sendung, mit gleichem Konzept und gleichem Moderator, weiterführte.
Nur die Liebe zählt lief jeweils am Sonntagvorabend. Bis 19. Dezember 2004 startete die Beziehungsshow immer um 19:00 Uhr. In Ausnahmefällen strahlte Sat.1 eine Sondersendung um 20:15 Uhr aus. Vom 27. Februar 2005 bis 16. März 2008 lief das einstündige Format jeweils sonntags um 19:15 Uhr, welches am darauffolgenden Sonntag (Ostersonntag) um 10 Minuten verlängert wurde. Ab dann strahlte Sat.1 die Show 70-minütig um 19:05 Uhr aus. Ab 4. Oktober 2009 zeigte Sat.1 die Sendung wieder von 19:00 bis 20:00 Uhr. Vom 4. März 2011 an wurde die Sendung auf Freitag von 19:00 bis 20:00 Uhr verlegt. Diese Staffel war die letzte, die von Kai Pflaume moderiert wurde. Die erste Folge auf dem neuen Sendeplatz hatte einen Marktanteil von 7,8 Prozent.
Am 24. März 2011 wurde bekannt, dass Sat.1 die Show aufgrund der geringen Zuschauerzahlen sofort absetzt. Möglicher Grund für den Zuschauerschwund war die Verlegung auf den Freitagvorabend. Die zwei verbleibenden Folgen und die zwei geplanten Best-of-Folgen wurden ab 10. Juli 2011 auf dem alten traditionellen Sendeplatz am Sonntag um 19:00 Uhr ausgestrahlt.

## Neuauflage
Am Dienstag, den 16. Dezember 2014 zeigte Sat.1 in der Hauptsendezeit eine Neuauflage von Nur die Liebe zählt mit Wayne Carpendale als Moderator. Aufgrund der zu geringen Quoten wurde in der Folgewoche am 23. Dezember die letzte Folge gesendet. Seit dem 15. Februar 2015 wurden die noch ausstehenden Episoden wieder auf dem früheren Sendeplatz sonntags gegen 17:40 Uhr gezeigt. Im Gegensatz zur früheren Version mit Kai Pflaume besaß die Show mit einer Laufzeit von rund zwei Stunden die doppelte Länge.

## Trivia
- Titelsong der Show war ab der Übernahme durch den Sender Sat.1 der Erfolgshit All You Need Is Love der Beatles. Den Titelsong der ersten Staffel bei RTL hatte Nino de Angelo geschrieben und gesungen.
- Die amerikanische Sängerin Anastacia sang 2001 ihre Hitsingle Paid My Dues in der Sendung.
- Extra für die Sendung wurde eine Plüschfigur namens „NUDLZ“ (Anfangsbuchstaben der Sendung) hergestellt, die einer Maus sehr ähnelt. In diese Figur können kurze Botschaften eingesprochen (Mikrofon in der Nase) und abgehört werden (Knopf im Ohr).